# Jerzy Weber (pilot)
Jerzy Antoni Weber (ur. 16 lutego?/28 lutego 1894 w Saratowie, zm. ?) – porucznik pilot Wojska Polskiego, żołnierz armii carskiej podczas I wojny światowej, Błękitnej Armii, uczestnik polsko-bolszewickiej, kawaler Orderu Virtuti Militari.

## Życiorys
Syn Karola i Dominiki z Nozdrinów. Egzamin maturalny zdał w Harbinie i rozpoczął w 1911 roku studia na politechnice petersburskiej, którą ukończył w 1914 r. Po wybuchu I wojny światowej został w kwietniu 1915 roku powołany do odbycia służby w wojsku imperium rosyjskiego. Otrzymał przydział do 1 kompanii automobilowej, a w lipcu został przeniesiony do jednostek lotniczych i w lutym 1917 roku ukończył Szkołę Pilotów Marynarki Bałtyckiej. Służył, jako instruktor, w Morskiej Szkole Lotniczej w Petersburgu a następnie w dywizjonie niszczycielskim w Krasnym Siole.
Przedostał się do Francji i zgłosił się do służby w armii Hallera, został skierowany na kurs oficerów artylerii po jego ukończeniu służył w 51 baterii. Następnie, jako pilot byłej armii carskiej, został skierowany na szkolenie do Szkoły Pilotów w Pau i Avord. Po ich ukończeniu został przydzielony do służby w 581 eskadrze salmsonów. W czerwcu 1919 roku powrócił do Polski i wstąpił do odrodzonego Wojska Polskiego. W połowie października 1919 roku został  przydzielony do służby w 7 eskadrze myśliwskiej i w jej składzie wziął udział w wojnie polsko bolszewickiej. Został przydzielony do grupy "Kościuszko" dowodzonej przez kpt. Edwarda Corsiego. W eskadrze pełnił również funkcję tłumacza, to on przyjął telegraficzny rozkaz wykonania przez amerykańskich ochotników ataku na oddziały Armii Czerwonej w Cudnowie.

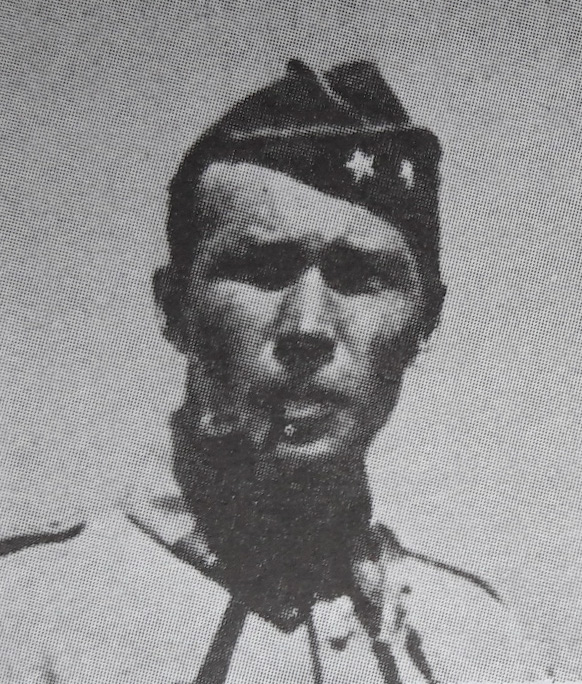
Jerzy Weber por. pilot (1920)

7 maja podczas ataku na oddział konnicy nieprzyjaciela w rejonie wsi Ostryjki, jego samolot został uszkodzony ogniem borni przeciwlotniczej i lądował przymusowo na terenie zajętym przez wojska polskie. Lekarz 26 pułku piechoty opatrzył jego potłuczenia, on przekazał dowództwu informacje zebrane podczas lotu, które pozwoliły na zatrzymanie natarcia nieprzyjaciela. Pomimo odniesionych obrażeń pozostał w eskadrze.
27 maja 1920 roku, w parze z Elliotem Chessem zaatakowali oddział kawalerii liczący ok. 8 000 jeźdźców. W trakcie lotu powrotnego silnik jego Balilli stanął z braku paliwa i pilot lądował przymusowo. Został lekko ranny ale pozostał w eskadrze i wspólnie z Aleksandrem Seńkowskim przygotowywał eskadrę do ewakuacji do Koziatynia. Już 2 czerwca powrócił do latania bojowego. 8 czerwca wykonał lot, podczas którego dostarczył rozkazy Sztabu Generalnego do 3 Armii w Kijowie. Następnie, z Edwardem Corsim, został przydzielony do Dywizji Jazdy gen. Jana Romera i prowadzili rozpoznanie na rzecz Frontu Ukraińskiego.
Podczas walk o Lwów wykonywał loty na wsparcie działań 6 Armii. 3 sierpnia rozbił swego Albatrosa podczas lądowania w Uściługu i został odesłany do punktu pomocy medycznej we Lwowie, z którego powrócił 10 sierpnia. 16 i 17 sierpnia, podczas największego nasilenia walk, wykonał po pięć lotów szturmowych na zwalczanie 1 Armii Konnej Siemiona Budionnego.
Drugiego października, wraz z innymi lotnikami 7 eskadry myśliwskiej, na lotnisku Lewandówka został odznaczony przez generała Stanisława Hallera Krzyżem Srebrnym Orderu Wojskowego Virtuti Militari.
Po zakończeniu działań wojennych pozostał w Wojsku Polskim. 19 stycznia 1921 został zatwierdzony z dniem 1 kwietnia 1920 w stopniu porucznika, w Wojskach Lotniczych, w grupie oficerów byłej armii gen. Hallera. W maju tego roku został mianowany dowódcą 7 eskadry myśliwskiej. 13 października 1921 roku został zdemobilizowany otrzymując jednocześnie przydział mobilizacyjny do 2 pułku lotniczego.

## Ordery i odznaczenia
Za swą służbę został odznaczony:
- Krzyżem Srebrnym Orderu Wojskowego Virtuti Militari nr 3231– 8 kwietnia 1921[22][23],
- Krzyżem Walecznych,
- Polową Odznaką Pilota nr 86 – 11 listopada 1928 roku „za loty bojowe nad nieprzyjacielem w czasie wojny 1918-1920”[24].